# Pestrankovití
Pestrankovití (Discoglossidae = Alytidae (Fitzinger, 1843)) je čeleď primitivních žab, které žijí v Evropě a severozápadní Africe.

## Synonyma
Taxonomická synonyma:
- Alytae (Fitzinger, 1843)
- Colodactyli (Tschudi, 1845)
- Discoglossidae (Günther, 1858)
- ropuškovití

## Taxonomie
čeleď Discoglossidae
- rod Alytes (Wagler, 1830) – ropuška
  - druh Alytes cisternasii (Bosca, 1879) – ropuška iberská
  - druh Alytes dickhilleni (Arntzen & Garcia-Paris, 1995) – ropuška Hilleniova
  - druh Alytes maurus (Pasteur and Bons, 1962)
  - druh Alytes muletensis (Sanchíz & Adrover, 1977 – ropuška baleárská
  - druh Alytes obstetricans (Laurenti, 1768) – ropuška starostlivá
- rod Discoglossus (Otth, 1837) – žabka
  - druh Discoglossus galganoi (Capula, Nascetti, Lanza, Bullini & Crespo, 1985)
  - druh Discoglossus montalentii (Lanza, Nascetti, Capula & Bullini, 1984) – žabka korsická
  - druh Discoglossus nigriventer (Mendelssohn and Steinitz, 1943) – žabka černobřichá
  - druh Discoglossus pictus (Otth, 1837) – žabka pestrá
  - druh Discoglossus sardus (Tschudi, 1837) – žabka sardinská
  - druh Discoglossus scovazzi (Camerano, 1878)

vymřelé rody
- rod Baranophrys †
- rod Latonia †
- rod Opisthocoelellus †
- rod Paradiscoglossus †
- rod Pelophilus †
- rod Prodiscoglossus †
- rod Scotiophryne †
- rod Spondylophryne †